# ديفيد كولتر (سياسي)
ديفيد دبليو كولتر (بالإنجليزية: David W. coulter)‏ هو سياسي أمريكي. يشغل منصب المدير التنفيذي لمقاطعة أوكلاند بولاية ميشيغان، كما شغل منصب رئيس البلدية السابق لمدينة فيرندال بولاية ميشيغان بالولايات المتحدة. هو عضو في الحزب الديمقراطي الأمريكي.

## الحياة الشخصية والتعليم
نشأ كولتر في سانت كلير شورز بولاية ميشيغان، وحضر مدرسة سانت جون أوف آرك جريد في المدينة. تخرج من مدرسة الأسقف غالاغر الثانوية في هاربر وودز بولاية ميشيغان . حصل كولتر على شهادة البكالوريوس من جامعة ولاية ميشيغان. أكمل كولتر في عام 2007 برنامج كلية جون إف كينيدي للحكومة بجامعة هارفارد لكبار المسؤولين التنفيذيين في حكومة الولاية والحكومة المحلية التابع لزمالة القيادة في مؤسسة ديفيد بونيت لمعهد نصرة المثليين (بالإنجليزية: Harvard University's John F. Kennedy School of Government program for Senior Executives in State and Local Government as a David Bohnett Foundation LGBTQ Victory Institute Leadership Fellow)‏. وهو مثلي الجنس علنا.

## الحياة المهنية
عمل كولتر رسامًا للهندسة المدنية ومعلمًا بالمدرسة. عمل لمدة ثلاثة عشر عامًا في شركة «ميشيغان كونسوليدايدت غاز كومباني» (بالإنجليزية: Michigan Consolidated Gas Company)‏، وعمل كمدير تنفيذي ل«صندوق ميشيغان لمكافحة الإيدز» (بالإنجليزية: the Michigan AIDS Fund)‏. ومدير الشؤون الخارجية لمؤسسة مستشفى الأطفال في ميشيغان.
تم انتخاب كولتر لعضوية لجنة مقاطعة أوكلاند في عام 2002 متغلبًا على شاغل الوظيفة لمدة 20 عامًا بأغلبية 86 صوتًا. خدم أربع فترات في اللجنة (2002-2010)، كما شغل منصب زعيم الأقلية الديمقراطية. وترك المقعد للترشح لمقعد الدائرة الرابعة عشرة في مجلس شيوخ ميشيغان في عام 2010، لكنه خسر في الانتخابات التمهيدية أمام فينسينت غريغوري. عُيِّن كولتر رئبس بلدية لمدينة فيرندال في يناير 2011 بعد استقالة سلفه. ثم انتخب كولتر لمنصب لمدة عامين في نوفمبر 2011. وأعيد انتخابه في نوفمبر 2013، متغلبًا على سلفه كريغ كوفي واثنين من منافسيه الآخرين. كما ترشح مرتين دون معارضة للفوز بإعادة انتخابه في نوفمبر 2015 و 2017.
أنشأ كولتر مجلس أعمال رئيس البلدية في عام 2012 مما ساعد على زيادة نمو الأعمال والنمو الاقتصادي في المدينة.
قام كولتر إلى جانب النائب في الكونغرس الأمريكي ساندر ليفين في عام 2013 بتحدي أنفقوا فيه أقل من 4.50 دولارًا أمريكيًا في اليوم على الطعام. وفعلوا ذلك للاحتجاج على تخفيض قسائم الطعام. أصبح كولتر في عام 2014 أول رئيس بلدية في ميشيغان يقوم بعقد وتسجيل زواج المثليين.
صوتت لجنة مقاطعة أوكلاند في 16 أغسطس 2019 لتعيين كولتر ليخدم ما تبقى من فترة ولاية المدير التنفيذي لمقاطعة أوكلاند بولاية ميشيغان لويس بروكس باترسون بعد وفاة باترسون في 3 أغسطس 2019 بسرطان البنكرياس. خدم كولتر في المنصب حتى انتخابات نوفمبر 2020. وترشح لمدة أربع سنوات كاملة. وفاز في أغسطس 2020 بالانتخابات التمهيدية للحزب الديمقراطي بهزيمة أمين صندوق المقاطعة آندي مايسنر. ثم فاز في الانتخابات العامة في نوفمبر 2020 على السناتور السابق في ولاية ميشيغان مايك كوال، ليصبح أول مدير تنفيذي ديمقراطي منتخب للمقاطعة.